# سي إيغل
سي إيغل (بالإنجليزية: Sea Eagle، أي نسر البحر) هو صاروخ مضاد للسفن يطلق وينسى ويلاصق سطح البحر، والصاروخ من تصميم وإنتاج بي إيه إي ديناميكس (الآن إم بي دي إيه).

## مستخدميه
- المملكة المتحدة
- الهند
- السعودية
- تشيلي